# Nyisztor Judith
Dr. Nyisztor Judith (született: Jeszenszky Judith) (Budapest, 1934. december 19. –), magyar származású venezuelai filozófus, a Magyar köztársasági érdemrend tiszti-keresztje tulajdonosa, a venezuelai cserkészcsapatok megalapítója, főparancsnoka, Magyarország tiszteletbeli konzul-asszonya Venezuelában, a caracasi egyetem (Universidad Central) Filozófiai Tanszék egyetemi docense. Féltestvére nagyjeszeni Jeszenszky Géza.

## Élete
Nyisztor Judith Budapesten született "Jeszenszky Judith"-ként a régi evangélikus nemesi nagyjeszeni Jeszenszky családban, és anyja felekezete szerint (római katolikus) keresztelték meg. Apja, dr. nagyjeszeni Jeszenszky Zoltán (1895–1986), vasdiplomás jogász, a Magyar Általános Hitelbank igazgatóhelyettese, az Állami Fejlesztési Bank revizora, anyja, bátorkeszi Kobek Erzsébet (1903–1988) volt. Apai nagyszülei nagyjeszeni dr. Jeszenszky Géza (1867–1927) ügyvéd, politikus és Puchly Jolán (1870–1956) voltak. Anyai nagyszülei bátorkeszi Kobek Kornél (1874–1933) Esztergom vármegye főispánja, honvédelmi államtitkár, országgyűlési képviselő, bátorkeszi földbirtokos, és boronkai Boronkay Elvira (1879–1953) asszony voltak. Apai dédszülei nagyjeszeni Jeszenszky Nándor (1830–1916), nagyszentmiklósi evangélikus lelkész, és Koós Ida (1836–1914) voltak. Jeszenszky Judit ükapja nagyjeszeni Jeszenszky Péter Pál (1792–1852), aki gróf nagyszentmiklósi Nákó Sándor (1785–1848) uradalmi gazdatisztje volt Nagyszentmiklóson; ükanyja Jeszenszky Péter Pálné galánthai Fekete Zsuzsanna asszony volt. Nyisztor Judith apjának, dr. Jeszenszky Zoltánnak, az elsőfokú unokatestvére, vitéz nemeskéri Kiss István (1894–1967) altábornagy, akinek a szülei, nagyjeszeni Jeszenszky Kornélia (1870-1958), és nemeskéri Kiss Endre (1865-1915), okleveles gazdász, tartalékos honvéd hadnagy voltak. Nyisztor Judith féltestvére, nagyjeszeni Jeszenszky Géza (*1941) magyar történész, egyetemi tanár, politikus, diplomata, 1990–1994 között az Antall-kormány külügy-minisztere, 1998–2002 között Magyarország washingtoni, majd 2011–2014 között norvégiai és izlandi nagykövete.
Judith szülei elváltak, majd anyja újra férjhez ment dr. Kristóffy László ügyvédhez. Alig 10 évesen 1944-ben Judith hagyta el Magyarországot nevelőapjával, Kristóffy Lászlóval, és anyjával bátorkeszi Kobek Erzsébettel, valamint anyai nagyanyával, és Caracasban, Venezuelában települtek le. Gyerekkorában nevelőapja vezetéknevét ruházták rá Judithra. 1958. február 8-án Caracasban házasságot kötött a szintén venezuelai magyarral, Foyta Györggyel, akinek a szülei Foyta Tibor és Almásy Erzsébet voltak; Foyta Györgynek az anyai nagyszülei nemes dr. Almásy László (1869–1936) politikus, jogász, a Magyar Országgyűlés Képviselőházának az elnöke, a pomázi kerületnek 25 éven át az országgyűlési képviselője, máltai lovag, és Rákóczy Mária voltak. Kristóffy Judit és Foyta György házassága rövidnek bizonyult és gyermekek nélkül ennek vége is lett. 1969-ben Kristóffy Judith újra kötött házasságot után: Nyisztor Sándor (Budapest, 1927. december 12.–Caracas, 1981. december 24.) férje lett, akinek a vezetéknevét vette fel. Nyisztor Sándor szülei, kápolnoki Nyisztor Sándor István (1899–1991), főhadnagy, és nemes Almásy Rozália (1902–1987) voltak. Az apai nagyszülei, kápolnoki Nyisztor Sándor (1869–1909), csendőrszázados, és kisrákói Lehoczky Vilma (1872–1908) voltak. Anyai nagyszülei nemes dr. Almásy László (1869–1936), a Magyar Országgyűlés Képviselőházának az elnöke, a pomázi kerület országgyűlési képviselője, és Rákóczy Mária asszony voltak. Tehát Jeszenszky (Kristóffy) Judith első férje Foyta György és a második férje Nyisztor Sándor elsőfokú unokatestvérek voltak. Nyisztor Sándorné kisrákói Lehoczky Vilma szülei kisrákói Lehoczky Béla (1831–1890), Ungvár polgármestere, a Ferenc József-rend lovagja, Pálmay Mária (1837–1888) voltak.
Nyisztor Judith filozófiából doktorált Caracasban, majd hamarosan egyetemi tanári állást kapott is a caracasi Központi Egyetem (Universidad Central) Filozófiai Tanszékén. Nyisztor Judith a venezuelai magyar közösség jeles vezető egyéniségének számított, aki hosszú évtizedeken át a venezuelai magyar cserkészetben igen lelkesen dolgozott a magyarság és közösség összetartozása érdekében; a venezuelai magyar cserkészet főparancsnoka volt. 1994. szeptemberében Nyisztor Juditnak, a venezuelai cserkészcsapatok megalapítójának, körzeti cserkészparancsnoknak a Magyar köztársasági érdemrend tiszti-keresztjét adományozták.
2005-től, Nyisztorné, dr. Kristóffy-Jeszenszky Judith mint Magyarország hivatalos venezuelai tiszteletbeli konzulja megkapta működési engedélyét. Dr. Jeszenszky Judith, onnantól fogva Fenjves János tiszteletbeli főkonzullal dolgozott együtt, mivel Caracas akkoriban Magyarország legforgalmasabb tiszteletbeli magyar külképviselete volt. A sok évtizedes külföldi magyar munkássága érdemében 2019-ben Magyarország Barátai Alapítványnak a "Magyarország Barátai Díjjal" tüntették ki Judith asszonyt, aki Budapestre utazott Caracasból.